# John Campbell (guitariste)
Pour les articles homonymes, voir John Campbell et Campbell.
John Campbell (Shreveport en Louisiane, 20 janvier 1952 – New York, 13 juin 1993 ), est un chanteur et guitariste de blues américain.

## Biographie
Alors qu'il commence à jouer de la guitare très jeune, John Campbell n'envisage de vivre de la musique blues qu'après un grave accident de course au cours duquel il manque de peu de perdre la vie. Très influencé par les bluesmen Clarence Gatemouth Brown, Albert Collins et Son Seals dans sa jeunesse, c'est après cet accident qu'il redécouvre cette musique et s'en inspire pour établir son style. 
Après avoir joué dans de nombreux clubs entre le Texas et la Louisiane, il part pour New-York en 1985 où il est repéré par Ronnie Earl (en) qui lui propose de produire son premier album A Man And His Blues (sorti tout d'abord en Allemagne puis en 1988 aux États-Unis). Il signe ensuite un contrat avec la maison de disques Elektra pour laquelle il sortira deux albums One Believer (1991) et Howlin' Mercy (1993).
John Campbell meurt d'une crise cardiaque pendant son sommeil, à l'âge de 41 ans, à son domicile à New York.

## Discographie
- Street Suite (1975)
- A Man and His Blues (1988)
- One Believer (1991)
- Howlin Mercy (1993)
- A Man and His Blues (1994)
- Tyler, Texas Session (2000)